# Key management system
In informatica un key management system  (KMS) è un sistema integrato di sicurezza (centralizzato o distribuito) che gestisce la generazione, la manutenzione e la distribuzione delle chiavi utilizzate per la crittografia delle comunicazioni tra dispositivi e applicativi software.
Questo genere di sistemi trova impiego sia nel cloud che in generale nelle reti informatiche o di telecomunicazione che convogliano dati sensibili o comunque confidenziali e devono essere a loro volta dotati di sistemi di sicurezza aggiuntivi per evitare tentativi di spionaggio (furto delle chiavi), di pirateria (manomissione delle chiavi per attacchi informatici di tipo denial of service) e, nei dispositivi destinati a gestire reti che trasportano dati particolarmente sensibili, anche tentativi di intrusione o manomissione fisica.